# Electronic Sports League
ЕСЛ, претходно познат као Electronic Sports League (Лига Електронских Спортова), је организатор еспортова и компанија која одржава такмичења из видео игрица широм света. ЕСЛ је светска највећа еспорт компанија, и најстарија која је идаље операционална. Заснован у Келну, Немачка, ЕСЛ има једанаест седишта и многобројне интернационалне ТВ студије широм света. ЕСЛ је највећа еспорт компанија која се преноси на Твичу.

## Историја
Лига Електронских Спортова је лансирана 2000. године као наследник Deutsche Clanliga, која је заснована 1997. Компанија је започела са онлајн гејмерском лигом и гејмерским магазином. Такође је изнајмљивала сервере за друга такмичења у видео игрицама.
У 2015. години, ЕСЛ-ов Intel Extreme Masters Katowice је до тад био најгледанији еспорт догађај икада. Догађај је имао више од 100000 људи који гледају уживо, као и више од милион људи који га гледају преко Твича.
У јулу 2015. године, Модерн Тајмс Груп (МТГ) је купио удео од 74% у ЕСЛ-у од њене родитељске компаније Тртле Ентертејнмент (Turtle Entertainment), за 86 милиона долара. Тог истог месеца, ЕСЛ је објавио своју партиципацију у ”еспортови у Биоскопу”, који би приказивао еспорт догађаје уживо у преко 1500 биоскопа широм света. Еспортови у Биоскопу су обухватали Dota 2 и Counter-Strike: Global Offensive пренос са ESL One Cologne 2015 и ESL One New York, као и документарац "All Work All Play", који прати раст еспортова и приказује професионалне играче који се спремају за Intel Extreme Masters World Championship.
Након што је један играч после ESL One Katowice 2015 јавно признао коришћење адерала, ЕСЛ је заједно са Националном Антидопинг Агенцијом и Светском Антидопинг агенцијом увео правило против допинга. ЕСЛ је била прва еспорт компанија која је урадила тако нешто. Насумични тестови за дрогу дозвољени од Светске Антидопинг Агенције су укључени за све ЕСЛ догађаје. Казне за коришћење супсанца које побољшавају перформансе су ишле од смањења наградног новца и поена у такмичењу, до дисквалификације и максималном двогодишњом забраном учествовања у свим ЕСЛ догађајима.
ЕСЛ је радио заједно са компанијом Валв у августу 2015. године на ESL One Cologne 2015 у Ланксес Арени где се 16 тимова такмичило у Counter-Strike: Global Offensive. ЕСЛ је имплементирао насумичне тестове за илегалне супстанце на овом догађају. Сви тестови су били негативни. Турнир је имао преко 27 милиона гледалаца, чиме је био највећи и најгледанији CS:GO турнир до тад.
У октобру 2015. године, ЕСЛ је одржао Dota 2 шампионат у Медисон Сквер Гарден сали. Истог тог месеца, ЕСЛ је заједно са новооствареним партнером АренаНет одржао ESL Guild Wars 2 Pro League, што је једна од седам званичних ESL Pro League лига.
ЕСЛ је одржао свој 10. арена догађај у Новембру 2015. у САП Центру у Сан Хозеу, Калифорнија. Догађај је имао преко 10 милиона гледалаца преко Твича и био је највећи Counter-Strike турнир у Америци до тад. ЕСЛ је остварио партнера у Ективижну за Call of Duty World League у 2016. години за World League's Pro Division.
У новембру 2015. године, ЕСЛ је објавио куповину Е-спортс Ентертенјмент Асоцијације (ESEA), организатора ESEA League, након претходних колаборација: ЕСЛ користи ЕСЕА систем против варања за ESL CS:GO Pro League. ЕСЕА платформа је коришћена за ЕСЛ догађаје као и за офлајн финала. До јула 2016. године, ЕСЛ је чланица Коалиције Интегритета Еспотова (ЕSIC), непрофитне асоцијације која одржава интегритет у професионалним еспортовима. У 2017. години, ЕСЛ је остварио партнера у Мерцедес-Бенцу за Hamburg DOTA 2 Major.

## Такмичења
ЕСЛ је домаћин многим такмичењима широм света, има партнере у Близард Ентертејнменту, Рајот Гејмсу, Валву, Мајкрософту, Воргејмингу и многим другима како би организовао хиљаде гејминг турнира годишње. ЕСЛ такмичари су подржани и на националном и на интернационалном нивоу. Неки од њихових познатијих турнира су:

### ESL Play
ESL Play је водећа светска платформа за еспортове. Она пружа турнире и лествице за све игрице и нивое вештине. ESL Open, на најнижој лествици, је отворен за све, чак и за почетнике. ESL Major турнири имају стандарде који морају да се испоштују како би се у њима учествовало. Побеђивање на овом нивоу је услов да би се квалификовало за ESL Pro турнир. Ипак, ESL Major се такође садржи од Go4 купова, турнира који су бесплатни и отворени за све. Турнири овог нивоа захтевају да се за њих квалификује.

### ESL National Championships
ESL National Championships су регионски специфична ESL Pro такмичења која се одржавају у разним државама. ESL Meisterschaft, немачко такмичење, је започео 2002. године и идаље је најстарија еспорт лига која постоји. The ESL UK Premiership још један регионални еспорт програм, је ЕСЛ-ов највећи регионални турнир од 2010. године. National Championships турнири су успостављени да ви се локални еспорт турнири проширили широм света.
ESL National Championships турнири се одржавају у Battlefield 4, Counter-Strike, Dota 2, Halo, Hearthstone, Heroes of the Storm, Mortal Kombat, Smite, StarCraft II, World of Tanks, и Rainbow Six.

### ESL Pro Leagues
ЕСЛ тренутно организује шест Pro лига за Counter-Strike: Global Offensive (ESL Pro League) и Tom Clancy's Rainbow Six Siege (Rainbow Six Pro League). Игрица S.K.I.L.L. од Гејмфорџа је такоће био део ЕСЛ-ове листе Pro лига али је лига обустављена након друге сезоне због слабе гледаности.
ESL CS:GO Pro League (или једноставније ESL Pro League) је прекоконтинентални турнир са финалима у Лос Анђелесу, Келну и Лондону. У 2015. години, ESL CS:GO Pro League је одржала предсезонски турнир у Дубаију. У 2016. години, ЕСЛ је подигао наградни новац за CS:GO Pro League на 1.5 милиона долара.

### ESL One
ESL One се односи на првокласне офлајн турнире у различитим игрицама, као што су Counter-Strike: Global Offensive и Dota 2. Обично су сматрани за најпрестижније догађаје за сваку од играра. ESL One догађаји су често селектовани да буду спонзорисани од стране Валва за CS:GO Major. ESL Counter-Strike Major турнири су: EMS One Katowice 2014, ESL One Cologne 2014, ESL One Katowice 2015, ESL One Cologne 2015, ESL One Cologne 2016, IEM Katowice 2019 и ESL One Rio 2020. До децембра 2019. године, ЕСЛ је одржао 6 од 14 Валв Major турнира и одржаће свој седми у новембру 2020.

### Intel Extreme Masters
Intel Extreme Masters је светски најтрајнији серијал еспорт турнира.

## ЕСЛ технологија
ЕСЛ је направио ESL Wire Anti Cheat софтвер да се бори против онлајн варања у све више такмичарској индустрији. У 2015. години, ЕСЛ је побољшао свој турнирски софтвер купивши Воргејмингов "Battle API". API чини играчеве и игрицине информације доступне кроз API апликацију. Исте године, ЕСЛ је објавио ESL Matchmaking који користи ЕСЛ-ов API да споји такмичаре на основу вештине. Мајкрософт је радио са ЕСЛ-ом да створи Xbox апликацију како би користила ЕСЛ турнире преко Xbox Live сервиса и Xbox One у 2016.

## AnyKey
AnyKey је иницијатива диверзитета створена од стране ЕСЛ-а и Интела која укључује мањине гејмерске заједнице у турнире укључујући жене, LGBTQ заједницу и људе разних раса. AnyKey је сачињен од два тима: за истраживање и за имплементацију. AnyKey је истражио и имплементирао кодекс чији је циљ да адресира правило укључивања за еспорт турнире, онлајн преносе и проблеме са насиљем над мањинама. AnyKey је такође одржао и турнире за жене. Два тима идаље настављају да истражују и имплементирају укључивање мањина у гејмерској заједници.

## Медији
У 2017. години, ЕСЛ је постигао партнера у Хулу-у како би креирао четири еспорт серијала (Player v. Player, Bootcamp, Defining Moments и ESL Replay).